# Charles Marquis Warren
Charles Marquis Warren (Baltimora, 16 dicembre 1912 – Los Angeles, 11 agosto 1990) è stato un regista, sceneggiatore, produttore cinematografico e produttore televisivo statunitense.
Ha prodotto serie TV fra cui Gli uomini della prateria (1959-1961) e Gunsmoke (1955-1975) e film, soprattutto di genere western.

## Filmografia parziale

### Regia e sceneggiatura
- La trappola degli indiani (Little Big Horn) (1951)
- La freccia insanguinata (Arrowhead) (1953)
- Contrabbando a Tangeri (Flight to Tangier) (1953)
- L'agguato delle 5 spie (Ride a Violent Mile) (1957)
- Cord il bandito (Cattle Empire) (1958)
- Un uomo chiamato Charro (Charro!) (1969)

### Regia
- Hellgate - Il grande inferno (Hellgate) (1952)
- I sette ribelli (Seven Angry Men) (1955)
- La banda della frusta nera (The Black Whip) (1956)
- Web il coraggioso (Tension at Table Rock) (1956)
- Schiava degli apaches (Trooper Hook) (1957)
- La freccia di fuoco (Blood Arrow) (1958)

### Sceneggiatura/Soggetto
- I cavalieri dell'onore (Streets of Laredo), regia di Leslie Fenton (1949)
- Il messaggio del rinnegato (The Redhead and the Cowboy), regia di Leslie Fenton (1951)
- L'avamposto degli uomini perduti (Only the Valiant), regia di Gordon Douglas (1951)
- La maschera di fango (Springfield Rifle), regia di André De Toth (1952)
- Pony Express, regia di Jerry Hopper (1953)
- La freccia di fuoco (Blood Arrow) (1958) - anche produzione
- L'ultimo colpo in canna (Day of the Evil Gun), regia di Jerry Thorpe (1968)